# Trend Micro
Trend Micro (TYO: 4704) — японская компания-разработчик программного обеспечения для кибербезопасности. Глобальная штаб-квартира Trend Micro расположена в Токио. Компания также имеет региональные штаб-квартиры в Европе, Азии и Америке. Trend Micro является разработчиком программного обеспечения для защиты серверов и облачных сред, решений для обеспечения кибербезопасности крупного, среднего и малого бизнеса, а также продуктов для защиты домашних пользователей. Продукты Trend Micro для защиты облачных сред и виртуализации предоставляют защиту в облаке для клиентов VMware, Amazon AWS, Microsoft Azure и vCloud Air. Руководит компанией Ева Чен (Eva Chen), которая с 2005 года занимает должность Chief Executive Officer.

## Основатели и руководители
Компания была основана в 1988 году в Лос-Анджелесе Стивом Чангом (Steve Chang, 張明正 Chang Ming-Cheng, Чен Мин-Чен) вместе с супругой Дженни Чанг и сестрой Евой Чен. Вскоре после основания штаб-квартира компании была перенесена в Тайбэй. В 1992 году штаб-квартира была окончательно перенесена в Токио. В 2004 Чанг ушёл со своего поста и передал руководство компанией своей сестре Еве Чен (Eva Chen, 陳怡樺 Chen Yi-Hua, Чэнь И-Хуа). В период с 1996 и до 2004 она работала CTO. Один из наиболее известных продуктов, разработанных под её руководством, — Trend Micro InterScan VirusWall.

## Деятельность
Trend Micro производит широкий спектр антивирусных продуктов. Также выпускаются бесплатные, online и основанные на браузерах сетевые сканеры HouseCall. В целях исследования и информирования общественности о состоянии сетевой безопасности, они создали глобальный центр, называемый TrendLabs. Филиалы этой лаборатории находятся на Тайване, на Филиппинах, в Японии, Китае, Франции, Германии, Ирландии, США, ОАЭ, Австралии и Новой Зеландии.
Начиная с 2004, MSN в своем почтовом сервисе Hotmail использует продукты Trend Micro для сканирования вложенных в сообщения файлов в бесплатной и Hotmail Plus версии вместо McAfee, что сделало компанию ещё более популярной. Продукт от McAfee стал функционировать только в сервисе MSN Premium.
В апреле 2005 продукты Trend Micro выдавали большое количество ложных тревог, что вызвало массовые сбои в работе компьютеров в Азии.
В мае 2005 Trend Micro поглотила InterMute Inc., разработчика антишпионских программных продуктов, а затем в июне Kelkea Inc., разработчика систем IP фильтрации.
В феврале 2006 Trend Micro выпустила Interscan Web Security Appliance (IWSA), защищающей предприятие от шпионского ПО и прочих вредоносных программ. Эта программа служит первым рубежом в защите компьютера от шпионского и неблагоприятного ПО, компьютерных вирусов и фишинговых атак.
В феврале 2007 на Еву Чэнь была подана жалоба в Окружной суд Колумбии по поводу её недавней сделки на рынке ценных бумаг. Проведение этой сделки нарушило статью 10(b) закона биржевого кодекса 1934, а также правило 10b-5 с участием её мужа Даниела Цзяна (Daniel Chiang). Ни признавать, ни отрицать обвинения в её адрес она не захотела и обязалась выплатить штраф и впредь не нарушать законы рынка ценных бумаг.
В марте 2007 компанией были приобретены права на HijackThis — один из известнейших инструментов для поиска и удаления вредоносных программ.
25 октября 2007 Trend Micro сообщила о том, что она намерена поглотить Provilla, Inc., лидера в области интеллектуальных средств защиты для предприятия.
По данным Gartner, Trend Micro замыкает тройку лидеров мирового рынка безопасности — $0,81 млрд выручки в 2007. Первые места — у Symantec и McAfee соответственно.
В июне 2010 Trend Micro поглотила Humyo, разработчика облачных систем хранения данных.

### Деятельность компании в России
На рынке России и стран СНГ компания работает с 1998. До 2009 работа строилась на базе партнерской сети, интересы компании представлял «Центр развития бизнеса Trend Micro в России и странах СНГ» — компания ЗАО «АПЛ». В функции «АПЛ» входили продвижение, поставка и техническое сопровождение решений.
В 2009 открыто региональное подразделение Trend Micro в России, что привело к изменению схемы работы на местном рынке.
По данным портала Anti-Malware.ru, в 2007 на российском рынке антивирусного ПО Trend Micro занимала вместе с «Доктор Веб» четвёртое место среди вендоров по объёму продаж и имела долю в 6 % местного рынка ($8,6 млн). В первой тройке значились «Лаборатория Касперского» (45 % рынка), Symantec (18 %) и Eset (14 %).

## Отзывы
Consumer Reports, в их сентябрьском отчете 2007 года оценил антивирусные и антишпионские продукты Trend Micro как лучшее решение против вредоносного кода на рынке. Это объясняется его высокой скоростью работы при сканировании, большим количеством обнаруживаемых угроз и другим функционалом. В сентябрьском отчете 2006 года, продукты Trend Micro находились в середине списка. Хотя эти продукты и не имеют всех функций того же ZoneAlarm и McAfee, CR рекомендует их с рейтингом «quick picks.»